# Tinodes unidentatus
Tinodes unidentatus là một loài Trichoptera trong họ Psychomyiidae. Chúng phân bố ở miền Cổ bắc.